# Tadao Mitome
Tadao Mitome (三留 理男, Mitome Tadao), né le 1er décembre 1938 à Sariwŏn (Corée du Nord) et mort le 22 mars 2022, est un photographe japonais.

### Référence
- (ja) Nihon shashinka jiten (日本写真家事典?) (328 Outstanding Japanese Photographers), Kyoto, Tankōsha, 2000,  (ISBN 4-473-01750-8).